# Freakier Friday
Freakier Friday är en amerikansk fantasy-komedifilm, med premiär 2025. Filmen är regisserad av Nisha Ganatra, med manus skrivet av Jordan Weiss. Den är baserad på Mary Rodgers roman från 1972 och är en uppföljare till Freaky Friday från 2003.
Filmen hade biopremiär i Sverige den 8 augusti 2025, utgiven av Walt Disney Studios Motion Pictures.

## Handling
Det har nu gått tjugotvå år sedan Anna Coleman och hennes mamma Tess bytte kroppar med varandra, och sedan dess har Anna både hunnit bli musikproducent/manager, samt ensamstående tonårsmamma till dottern Harper. En dag hamnar dottern Harper i blåsväder, då hon bråkar och tjafsar med sin nya brittiska klasskamrat Lily Reyes, och gör så att en incident inträffar på kemilektionen som de båda går på. Detta innebär att mamma Anna blir kallad till rektorsexpeditionen på dotterns skola, och väl där så stöter hon på Lilys pappa Eric, och de båda faller direkt hals över huvud pladask för varandra. Sex månader senare förlovar de sig med varandra, samtidigt som deras respektive tonårsdöttrar Harper och Lily, som redan grälar och ogillar varandra, är missnöjda med tanken över att de snart ska bli styvsystrar. Harper är rädd för att mamma Anna ska flytta till London och lämna kvar henne hos mormor Tess i Los Angeles, medan Lily å andra sidan inte vill något annat än att flytta tillbaka till sina gamla hemtrakter. Så småningom utbryter det även ett matkrig under en bakverksförsäljning, vilket försätter både de och resten av deras klass i kvarsittning.
Senare anordnas det en möhippa för Anna i väntan på hennes och Erics kommande bröllop.På denna möhippa blir Anna, Tess, Harper och Lily spådda i sina handflator av en förmodad synsk spådam vid namn Madame Jen, som utsänder en varning till de alla fyra om deras splittrade liv. Strax därefter inträffar en jordbävning, dock en sådan som ingen annan än bara Anna, Tess, Harper och Lily känner av. Och nästa morgon när alla fyra har vaknat, så upptäcker de något väldigt chockerande, men samtidigt inget nytt för Anna och Tess: DE HAR BYTT KROPPAR MED VARANDRA! Fast denna gång är det helt annorlunda mot vad det var förra gången när Anna och Tess bytte kroppar med varandra. Anna har nämligen denna gång bytt kropp med dottern Harper, medan Tess har bytt kropp med sin blivande styvdotterdotter Lily.
Väl i tonårsflickornas kroppar går Anna och Tess till skolan och sitter av deras kvarsittning, innan de slutligen går iväg till Madame Jen för att lära sig mer om detta plötsliga kroppsbyte,. De får till svar att de måste fixa varandras hjärtan för att de ska kunna få tillbaka sina respektive kroppar. Samtidigt bestämmer sig Harper och Lily för att de ska utnyttja sina nya identiteter, och därmed även ställa in det kommande bröllopet mellan föräldrarna. De åker till en fotografering avsedd för Annas klient Ella, för att så kallat "hjälpa" sångerskan att komma över ett uppbrott. I samma veva får de även reda på att Anna tidigare i hemlighet hade skrivit en kärlekslåt, som tillsynes handlar om Jake, hennes före detta pojkvän från high school. Flickorna ser då sin stora chans och bestämmer sig för att de ska få Jake till att förstöra förhållandet mellan Anna och Eric. Dock misslyckas Harper med att förföra Jake i sin mammas kropp, men däremot lyckas Lily knyta an till honom i den blivande styvmormodern Tess kropp.
Under en immigrationsintervju med Eric inser Harper hur mycket han vet och älskar hennes mamma, vilket får henne att tänka över möjligheten att förstöra förhållandet mellan de två. Dock är Lily fortfarande fast besluten på att ställa in alltihopa, och efter en scen där hon har tagit med sig Jake till föräldrarnas repetionsmiddag, bestämmer sig pappa Eric för att han inte längre kan fortsätta vara förlovad med Anna, och ger sig därefter omedelbart av. Kort därpå ger sig även den arga och förkrossade Anna av för att hjälpa till på sångerskan Ellas konsert, med dottern Harper tätt följd efter sig. Lily och Tess kroppar får sig sedan en emotionell konfrontation, vilket får Lily att inse hur självisk hon har varit, och att det har gjort så att hennes pappa nu har blivit olycklig. Hon följer sedan efter pappa Eric och övertygar honom om att han inte ska ge upp Anna, och strax därefter så beger sig alla tre iväg till konserten för att hämta tillbaka Anna till repetionsmiddagen.
Väl på konserten upptäcker Anna att Ella har tagit in hennes gamla ungdomsband Pink Slip för att framföra den låt, som Harper hela tiden har trott har handlat om Jake, på scen. Harper får i samma veva reda på att Anna faktiskt skrev låten om henne, vilket får de att återigen knyta an till varandra och börja spela den tillsammans. Eric ser framträdandet mellan mor och dotter och förnyar därefter sin kärlek till Anna. Samtidigt erkänner Lily, som står och tittar på backstage tillsammans med Tess, att hon vill vara en del av denna nya familj, vilket gör att alla fyra slutligen kommer tillbaka till sina respektive kroppar. Dagen efter äger det planerade bröllopet rum, samtidigt som Anna och Eric bestämmer sig för att stanna kvar i Los Angeles.

## Rollista
Källor: 
| Jamie Lee Curtis               | – Tess Coleman                |
| Lindsay Lohan                  | – Anna Coleman                |
| Julia Butters                  | – Harper Coleman              |
| Sophia Hammons                 | – Lily Reyes                  |
| Manny Jacinto                  | – Eric Reyes                  |
| Mark Harmon                    | – Ryan                        |
| Chad Michael Murray            | – Jake Austin                 |
| Maitreyi Ramakrishnan          | – Ella                        |
| Rosalind Chao                  | – Pei-Pei "Mama P"            |
| Vanessa Bayer                  | – Madame Jen                  |
| Christina Vidal Mitchell       | – Maddie                      |
| Haley Hudson                   | – Peg                         |
| Ryan Malgarini                 | – Harry Coleman               |
| Lucille Soong                  | – Mormor Chiang, Pei-Peis mor |
| Stephen Tobolowsky             | – Mr. Elton Bates             |
| Elaine Hendrix                 | – Blake Kale                  |
| June Diane Raphael             | – Veronica                    |
| Aryan Simhadri                 | – Jai                         |
| Jordan E. Cooper               | – Jett                        |
| Chloe Fineman                  | – GiGi                        |
| Sherry Cola och George Wallace | – Pickleball-kommentatorer    |
| Gigette Reyes                  | – Loretta                     |
| Santina Muha                   | – Judy                        |
| X Mayo                         | – Ms. Waldman                 |
| Chris Carlberg                 | – Ethan                       |
| Danny Rubin                    | – Scott                       |
| Dakota Lohan                   | – Surfare                     |

Även skådespelerskan Jodie Foster, som spelade en av huvudrollerna i originalfilmen Åh vilken fredag från 1976, blev kontaktad av filmbolaget för att inneha en cameoroll i denna film. Hon kunde dock slutligen inte medverka i någon cameoroll i filmen, vilket innebar att man fick släppa idén om att ha med henne i filmen.[källa behövs]

## Produktion
I maj 2023 tillkännagav Disney att en uppföljare till Freaky Friday var under utveckling av Elyse Hollander, med Jamie Lee Curtis och Lindsay Lohan som skulle återuppta sina roller som Tess Coleman respektive Anna Coleman. I mars 2024 bekräftade Lohan att uppföljaren var under aktiv utveckling, och att Nisha Ganatra anställts för att regissera filmen och Jordan Weiss för att skriva manuset efter ett manusutkast från Hollander.
Filmen började spelas in i Los Angeles den 24 juni 2024.